# Hippeastrum correiense
Hippeastrum correiense é uma planta bulbosa herbácea perene florida, da família Amaryllidaceae, nativa do Brasil.

## Descrição
Grandes bulbos e flores em forma de trombeta .

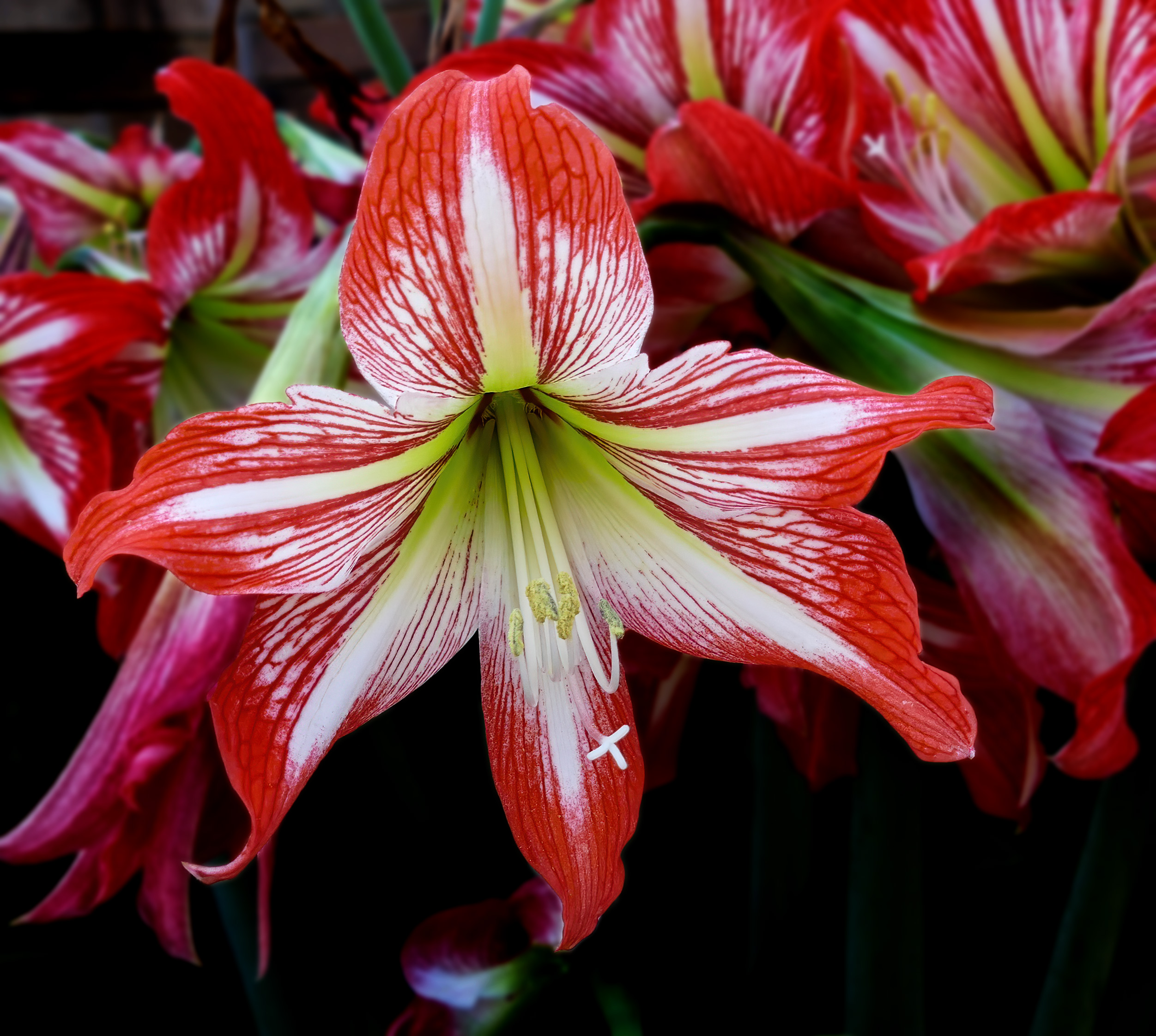
Hippeastrum correiense na família Amaryllidaceae

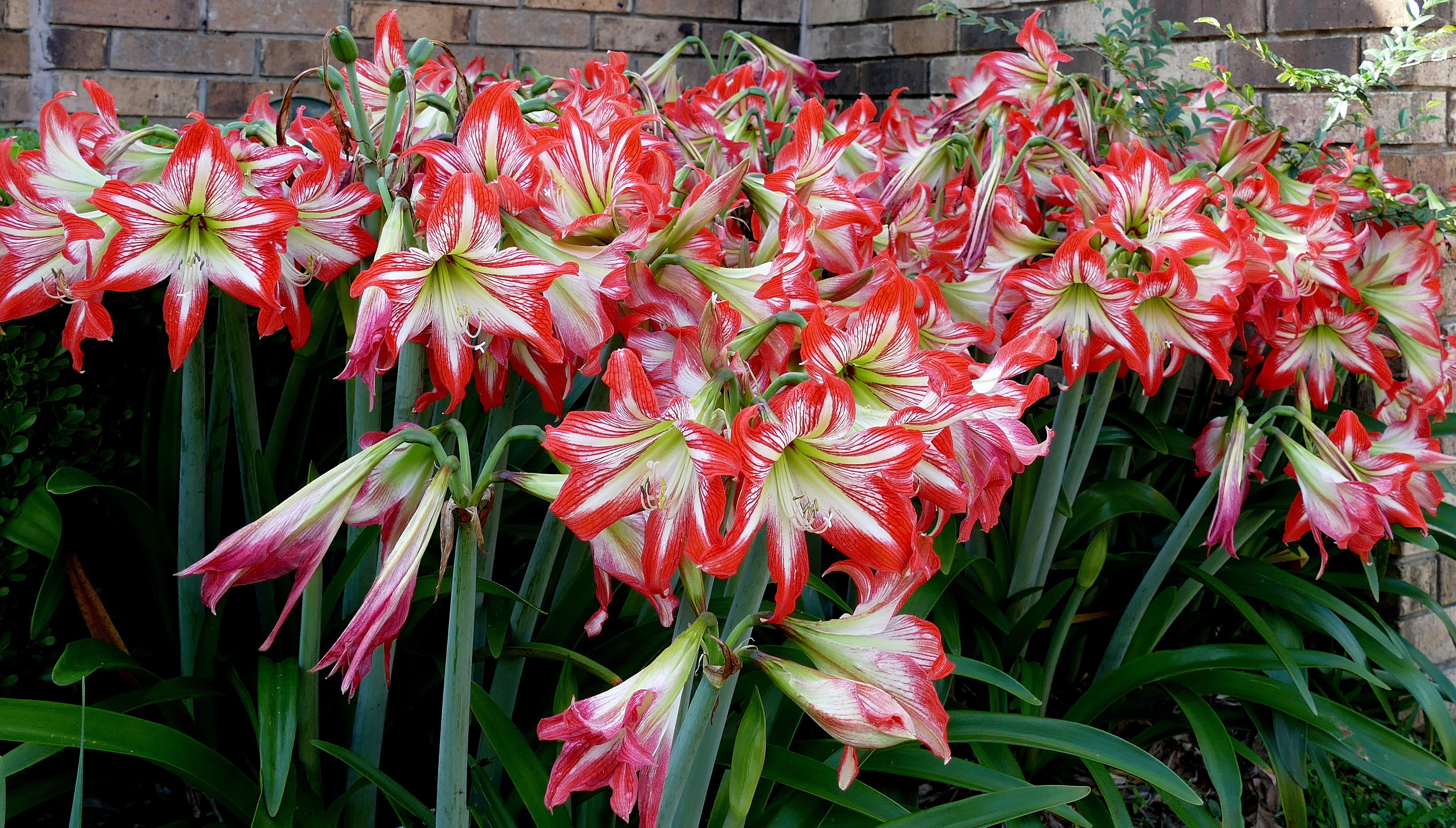
Hippeastrum correiense

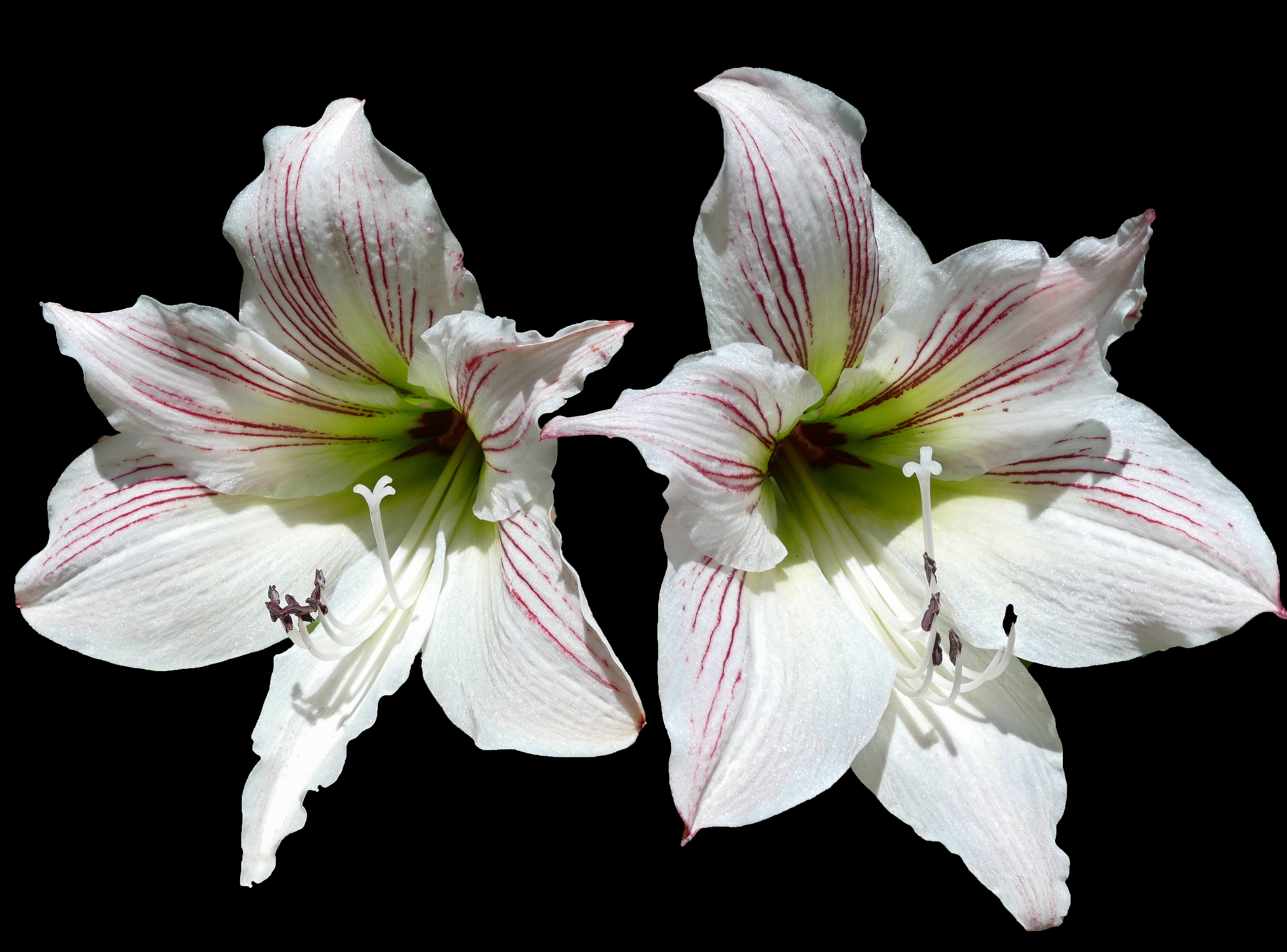
Amaryllis - Hippeastrum correiense

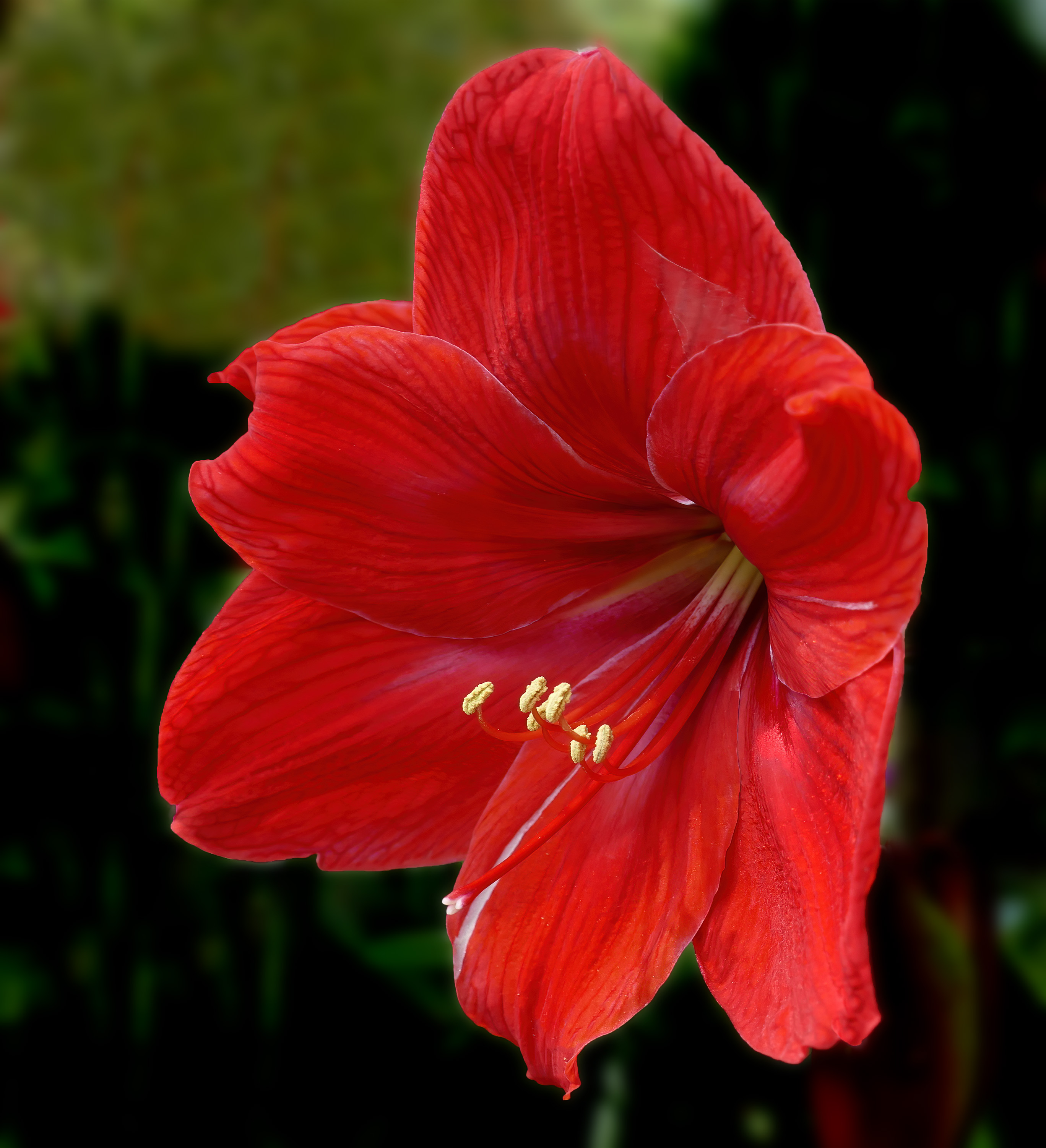
Hippeastrum correiense

## Taxonomia
Descrito sob seu nome atual por Arthington Worsley em The Gardeners' Chronicle (ser. 3, 85: 377) em 1929.
Etimologia
Hippeastrum: nome genérico que deriva do grego e significa "estrela do cavaleiro", foi eleito pelo reverendo William Herbert em 1821 para descrever a primeira espécie do género, Hippeastrum reginae. A etimologia não parece ser neste caso de muita ajuda para descrever alguma característica particular da espécie ou do género em questão. A conexão "equina" na denominação deste género foi realizada pela primeira vez pelo botânico sueco Carlos Linneo quem denominou "Amaryllis equestris" a uma espécie que hoje chamamos Hippeastrum, já que a via sumamente parecida às espécies africanas do género Amaryllis. Que é o que pensou Linneo quando denominou "amarylis do cavalo" a esta espécie quiçá nunca saber-se-á, não obstante, uma nota na descrição da mesma numa revista de botânica de 1795 pode dar alguma luz sobre o tema. William Curtis nessa revista, ao descrever as duas partes da espata que cobrem os pimpolhos comentou que os mesmos "se levantam num verdadeiro período da floração da planta, como se fossem orelhas, dando a toda a flor um grande parecido com a cabeça de um cavalo". Aparentemente Linneo esteve totalmente de acordo com a observação de Curtis quando decidiu baptizar a espécie. Anos depois, o Dean William Herbert, um botânico e clérigo do século XIX que foi uma autoridade nas amarilidáceas, se deu conta de que —apesar de que são superficialmente similares— estas plantas sulamericanas não estavam estreitamente relacionadas com as açucenas de janeiro ou açucenas do Cabo (Amaryllis belladonna). Por esta razão, Herbert separou-as do género Amaryllis e alcunhou um novo nome genérico que mantinha a conexão equestre de Linneo, apesar de que de um modo um tanto complicado. Herbert escreveu em 1821: "Denominei-as Hippeastrum ou Lírio estrela do cavaleiro, continuando com a ideia que deu origem ao nome equestris". Não obstante o esforço de Herbert em distinguir ambos géneros, a maioria dos aficionados às plantas ornamentais continuam denominando amarilis tanto às plantas do Velho como às do Novo Mundo.
correiense: epíteto
Sinônimos
- Amaryllis correiensis Bury, Select. Hexandr. Pl.: 9 (1832). (Basônimo)
- Amaryllis aulica var. glaucophylla Hook., Robô. Mag. 57: t. 2983 (1830).
- Hippeastrum aulicum var. glaucophyllum (Hook.) Erva., Amaryllidaceae: 136 (1837).
- Hippeastrum organense Herb., Bot. Mag. 67: t. 3803 (1840).
- Hippeastrum organense var. compressum Herb., Bot de Edwards. Reg. 28 (Misc.): 39 (1842).
- Amaryllis gardneri Seub. in CFPvon Martius et auct. suc. (ed. ), fl. Bras. 3(1): 149 (1847).
- Hippeastrum gardneri (Seub.) Hoehne, Araucarilândia: 30 (1930).
- Amaryllis organensis (Herb.) Traub et Uphof, Herbertia 5: 129 (1938).
- Amaryllis organensis var. compressa (Herb.) Traub, Pl. Vida 7: 35 (1951).[6]